# Carl Anton Bretschneider
Carl Anton Bretschneider (ur. 27 maja 1808 w Schneeberg (Saksonia), zm. 7 listopada 1878 w mieście Gotha) – niemiecki matematyk działający w obszarze geometrii, teorii liczb oraz analizy matematycznej (m.in. całki logarytmiczne). Przyjmuje się, że w pracy naukowej z 1837 roku po raz pierwszy użył symbolu {\displaystyle \gamma } dla oznaczenia stałej Eulera. Bretschneider jest autorem twierdzenia Bretschneidera pozwalające na obliczenie pola powierzchni czworokąta na podstawie długości boków oraz miary jego kątów wewnętrznych.
Carl Anton Bretschneider był synem teologa Karla Gottlieba Bretschneidera.

## Publikacje
- Carl Anton Bretschneider (1837). "Theoriae logarithmi integralis lineamenta nova". Crelle Journal, vol.17, p. 257-285 (submitted 1835)